# ایستگاه کریستی
ایستگاه کریستی (انگلیسی: Christie station) یک ایستگاه مترو در خط ۲ بلور–دانفورث در تورنتو، انتاریو، کانادا است.